# Kitzscher
Kitzscher is een gemeente in de Duitse deelstaat Saksen, gelegen in de Landkreis Leipzig. De plaats telt 5.074 inwoners.
Bad Lausick ·
Belgershain ·
Bennewitz · 
Böhlen ·
Borna ·
Borsdorf ·
Brandis ·
Colditz ·
Elstertrebnitz ·
Frohburg ·
Geithain ·
Grimma ·
Groitzsch ·
Großpösna ·
Kitzscher ·
Kohren-Sahlis ·
Lossatal ·
Machern ·
Markkleeberg ·
Markranstädt ·
Naunhof ·
Neukieritzsch ·
Otterwisch ·
Parthenstein ·
Pegau ·
Regis-Breitingen ·
Rötha ·
Thallwitz ·
Trebsen/Mulde ·
Wurzen ·
Zwenkau